# Gina Lombroso

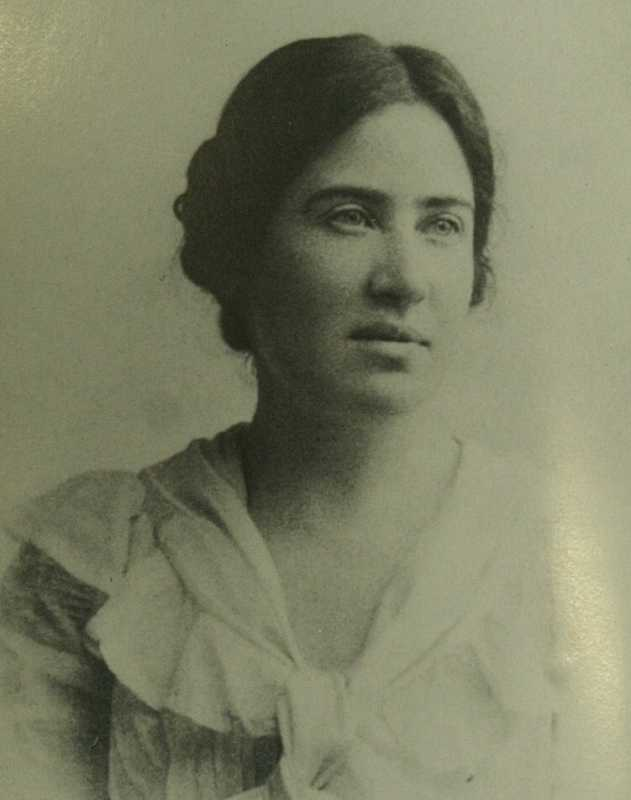
Gina Lombroso (1892)

Gina Elena Zefora Lombroso (geboren 5. Oktober 1872 in Pavia; gestorben 27. März 1944 in Genf) war eine italienische Schriftstellerin.

## Leben
Gina Lombrosos Vater Cesare Lombroso war ein bekannter Mediziner und Kriminologe, ihre Mutter stammte aus einer jüdischen Familie aus Alessandria. Ihre Schwester Paola Lambroso wurde Schriftstellerin.
Gina Lombroso wuchs in Turin auf, wo sie das Lyceum besuchte. Sie studierte zunächst Philologie und war danach eine der ersten Medizinstudentinnen in Italien und schloss 1901 das Medizinstudium mit der Promotion ab. Sie heiratete 1903 den Historiker Guglielmo Ferrero, sie hatten einen Sohn Leo, der bereits 1933 starb. Für Leo schrieb sie mehrere Kinderbücher. Sie gab auf Ferreros Wunsch hin die medizinische Tätigkeit auf und wandte sich ebenfalls historischen Studien zu. Nach dem Tod ihres Vaters 1909 widmete sie sich zunächst ausschließlich der Pflege seines Nachlasses und arbeitete für seinen Nachruhm. 1916 zog die Familie nach Florenz, wo Lombroso die „Associazione Divulgatrice Donne Italiane“ (ADDI) gründete, deren Ziel es war, durch die Herausgabe allgemeinbildender Schriften die Weiterbildung der Frauen zu fördern.

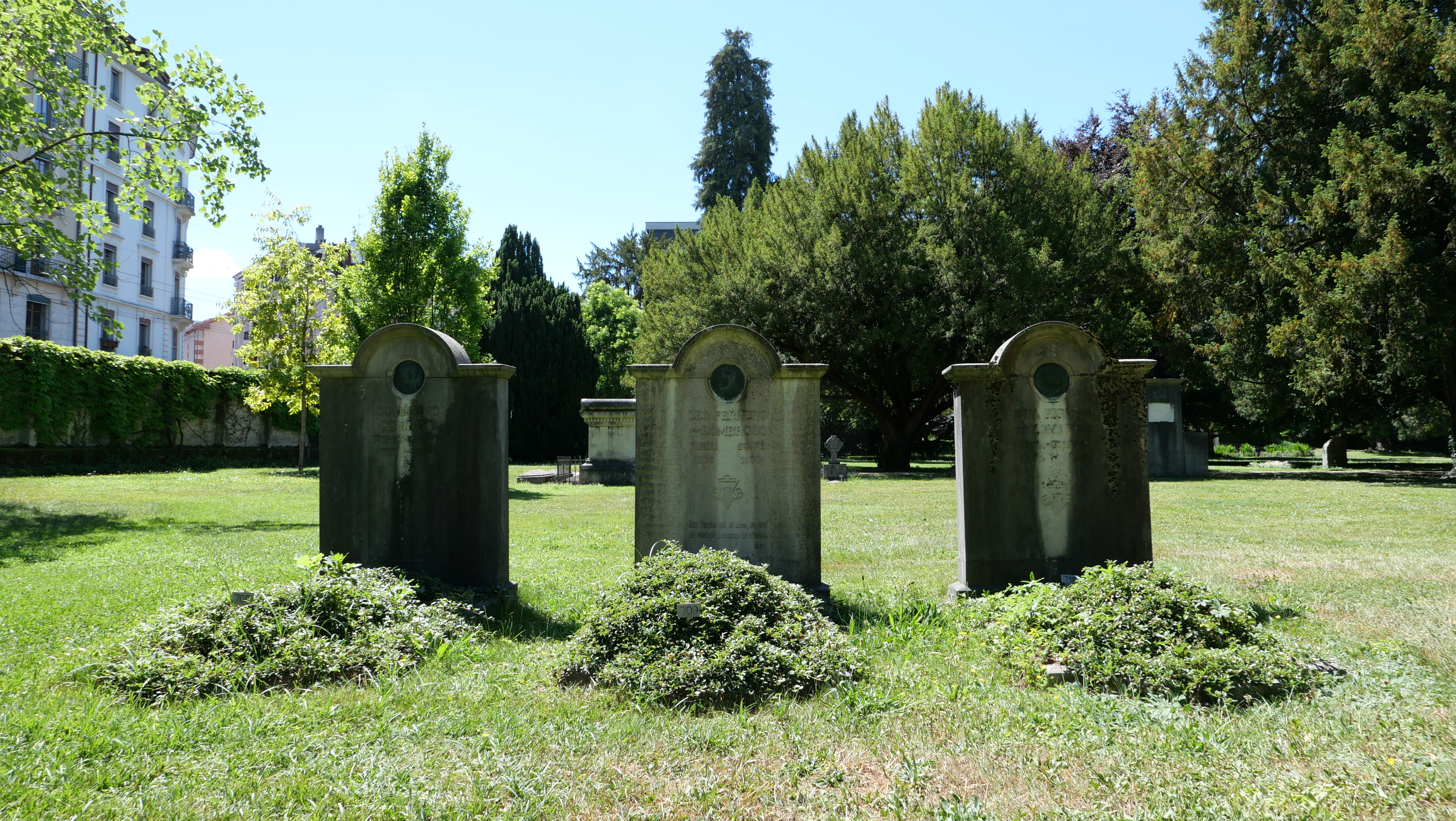
Die Gräber von Guglielmo (links), Leo (Mitte) und Gina (rechts)

Mit fünfundvierzig Lebensjahren realisierte sie ihre Selbstaufgabe, unter der sie psychisch litt, und verklärte ihr Leiden zu einer altruistischen Tugend des Weibes. Im Mittelpunkt ihres 1920 verfassten Werkes  Die Seele der Frau steht die biologisch bestimmte Fremd-Zentriertheit der Frau. 1929 stellte sie in dem Buch La donna nella società attuale (Die Frau in der heutigen Gesellschaft) die Berufstätigkeit von Frauen in männlichen Berufen gänzlich in Frage.
Gina Lombroso und Guglielmo Ferrero waren Gegner des 1924 installierten faschistischen Mussolini-Regimes. 1930 mussten beide in die Schweiz emigrieren. In Genf gründeten sie ein Asyl für Flüchtlinge und bildeten ein Zentrum für den antifaschistischen Widerstand. An dem „Ersten internationalen Schriftstellerkongress zur Verteidigung der Kultur“ in Paris 1935 wurden beider Grußbotschaften vom Tagungsleiter verlesen.
Ginas und Guglielmos 1903 geborener Sohn Leo Ferrero, der ebenfalls als Schriftsteller sowie als Dramaturg arbeitete, starb 1933 bei einem Autounfall in Santa Fe (USA). Alle drei sind auf dem Cimetière des Rois in Genf begraben, der als Pantheon der Schweizer Stadt gilt.

## Schriften (Auswahl)
- I vantaggi della degenerazione. Turin: Bocca, 1904.
- mit Paola Lombroso: Cesare Lombroso. Appunti sulla vita. Le opere. Turin: Bocca, 1906
- Nell'America Meridionale (Brasile-Uruguay-Argentina). Mailand: Treves, 1908
- Cesare Lombroso. Storia della vita e delle opere narrata dalla figlia.  Turin: Bocca, 1915
- Riflessioni sulla vita. L'anima della donna. Band 1: La tragica posizione della donna. Florenz: Addi, 1917
- Riflessioni sulla vita. L'anima della donna. Band 2: Le conseguenze dell'altruismo.  Florenz: Addi, 1918.
- L'anima della donna. Bologna: Zanichelli, 1920
  - Die Seele des Weibes. Übersetzung Marie Kurella. Frankfurt a. M.: Siebener-Verlag, 1922
- La donna nella vita. Riflessioni e deduzioni. Bologna: Zanichelli, 1923
- La donna nella società attuale. Bologna: Zanichelli, 1927
- Le tragedie del progresso meccanico. Turin: Bocca, 1930
- Lo sboccio di una vita. Note su Leo Ferrero-Lombroso dalla nascita ai vent’anni. Turin, Tipografia C.Frassinelli 1935
- (Hrsg.): L’Oeuvre de Léo Ferrero a travers la critique. Genf: Edition P.-E. Grivet, 1943